# Barbarea vulgaris
Barbarea vulgaris es una especie de planta herbácea bienal perteneciente a la familia Brassicaceae. Es nativa del suroeste de Europa.

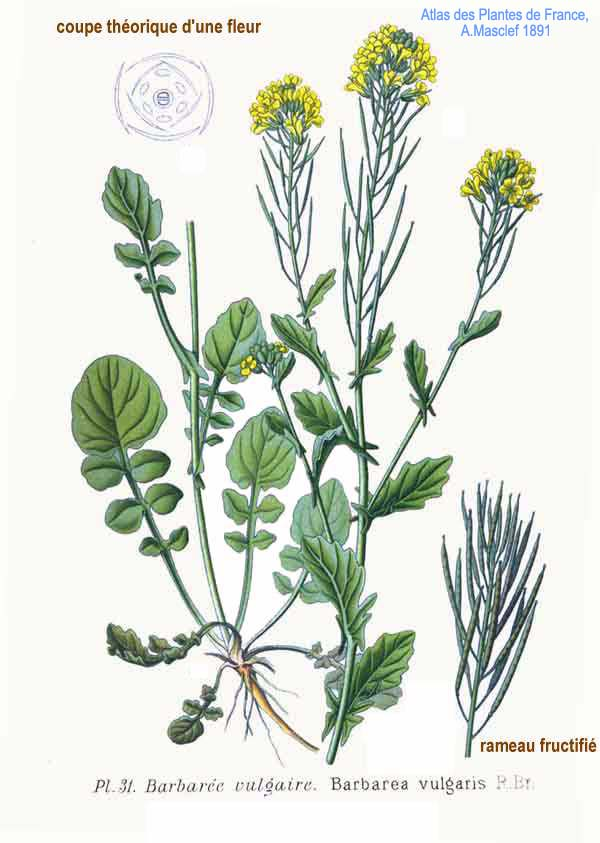
Ilustración

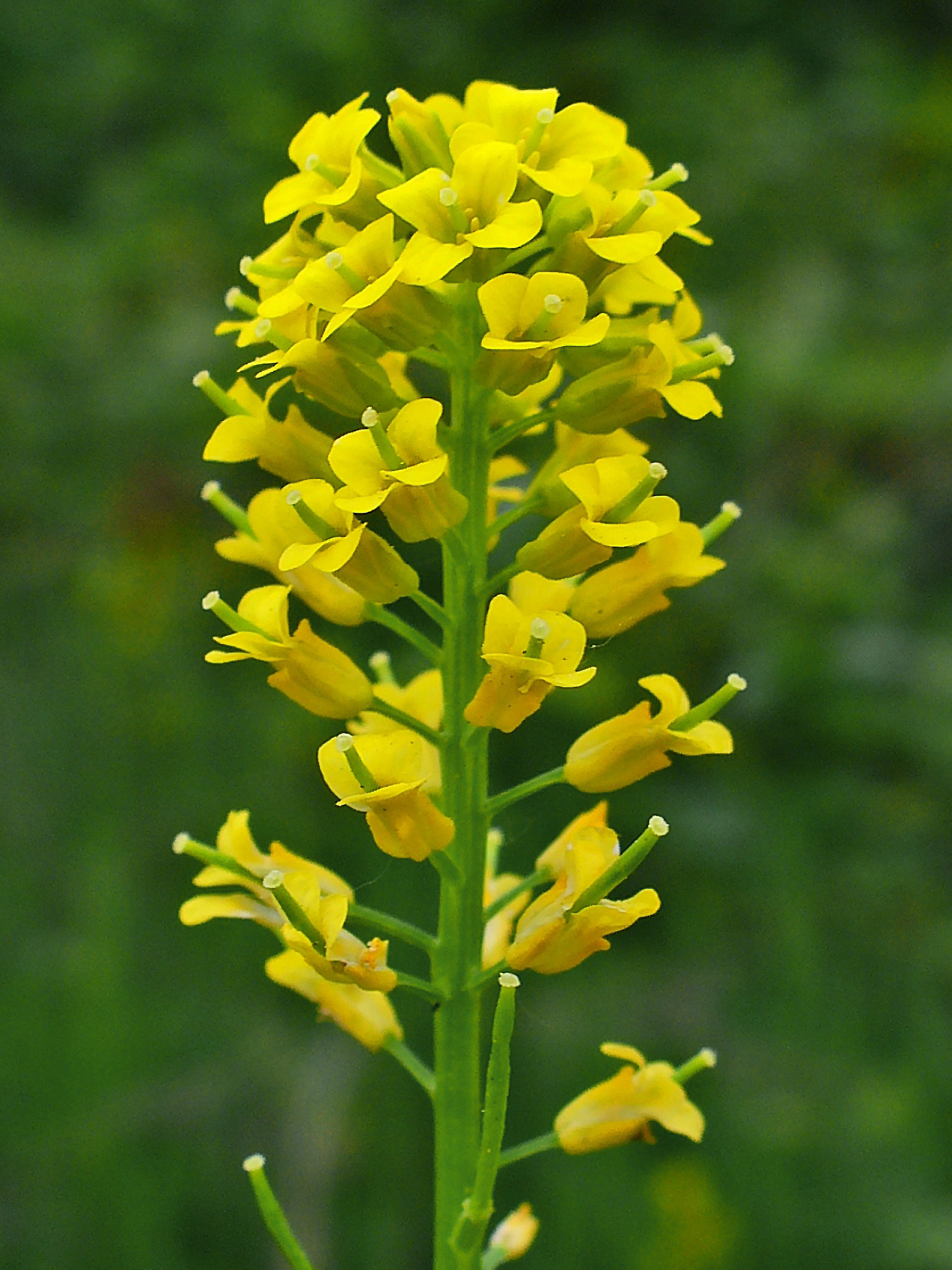
Inflorescencia

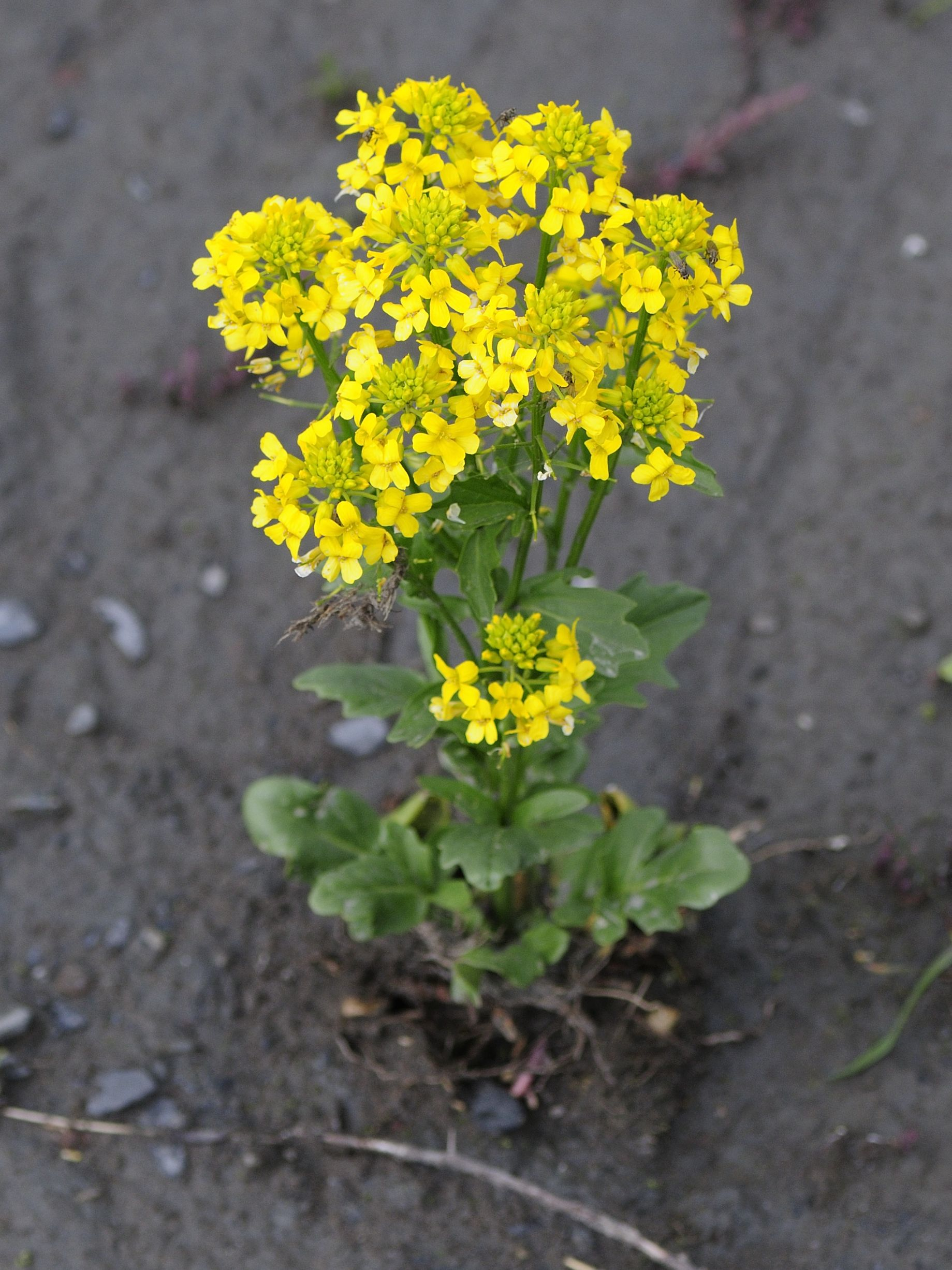
Inflorescencia

## Descripción
Esta planta tiene rosetas basales de brillantes hojas de color verde oscuro, pinnadas en el tallo. Las flores de color amarillo están agrupadas en densos racimos terminales, sobresaliendo por encima del follaje en primavera.
Se ha naturalizado en muchas partes de América del Norte. Las flores aparecen de mayo a octubre. Alcanza los 24–100 cm de altura y prefiere campos húmedos.

## Propiedades
La planta es resistente a algunas especies de insectos. En el caso de la polilla de la col, Plutella xylostella, y Phyllotreta nemorum, la resistencia es causada por las saponinas. Otras propiedades químicas de las plantas de esta especie son los flavonoides y glucosinolatos; glucobarbarin y glucobrassicin que atraen a las mariposas de col blanca como la Pieris rapae.

## Taxonomía
Barbarea vulgaris fue descrita por William Townsend Aiton y publicado en Hortus Kewensis; or, a Catalogue of the Plants Cultivated in the Royal Botanic Garden at Kew. London (2nd ed.) 4: 109. 1812.
Etimología
Barbarea: nombre genérico que deriva de Santa Bárbara, la patrona de los artilleros y los mineros, ya que esta planta en el pasado se usaba para calmar las heridas causadas por las explosiones.
vulgaris: epíteto latino que significa "común".
Sinonimia
- Arabis barbarea Bernh.
- Barbarea abortiva Hausskn.
- Barbarea altaica Andrz. ex Steud.
- Barbarea arcuata (Opiz ex J.Presl & C.Presl) Rchb.
- Barbarea arcuata Andrz. ex DC.
- Barbarea augustana Boiss.
- Barbarea balcana Pancic
- Barbarea barbarea MacMill.
- Barbarea hirsuta Weihe
- Barbarea iberica (Willd.) DC.
- Barbarea kayseri Schur
- Barbarea lepuznica Nyár.
- Barbarea linnaei Spenn.
- Barbarea lyrata Asch.
- Barbarea macrophylla Halácsy
- Barbarea pyrenaica Jord.
- Barbarea rivularis Martrin-Donos
- Barbarea rupestris Steud.
- Barbarea sicula Gren. & Godr.
- Barbarea stricta Willk.
- Barbarea sylvestris Jord.
- Barbarea taurica DC.
- Barbarea vicina Martrin-Donos
- Campe barbarea (Garsault) W.Wight
- Campe rivularis (Martrin-Donos) A.Heller
- Campe vulgaris (R.Br.) Dulac
- Cheiranthus ibericus Willd.
- Cheiranthus laevigatus Willd. ex DC.
- Crucifera arcuata E.H.L.Krause
- Crucifera barbaraea E.H.L.Krause
- Eruca barbarea Lam.
- Erysimum arcuatum Opiz ex J.Presl & C.Presl
- Erysimum barbarea L.
- Erysimum lucidum Salisb.
- Erysimum lyratum Gilib.
- Erysimum lyrifolium Stokes
- Sisymbrium barbarea Garsault[10]

## Nombre común
- Castellano: barbarea, hierba de Santa Bárbara, hierba de los carpinteros, yerba de los carpinteros, yerba de Santa Bárbara.[11]